# VOA (album de Sammy Hagar)
Albums de Sammy Hagar
Three Lock Box I Never Said Goodbye
(1987)
VOA est le dernier album solo de Sammy Hagar avant de partir rejoindre Van Halen.

## Liste des titres
1. I Can't Drive 55 (Sammy Hagar) - 4:12
2. Swept Away (Sammy Hagar) - 5:36
3. Rock Is in My Blood (Sammy Hagar) - 4:29
4. Two Sides of Love (Sammy Hagar) - 3:41
5. Dick in the Dirt (Sammy Hagar) - 4:19
6. VOA (Sammy Hagar) - 4:29
7. Don't Make Me Wait (Sammy Hagar/Jesse Harms) - 4:06
8. Burnin' Down the City (Sammy Hagar) - 5:32

## Musiciens
- Sammy Hagar : voix et guitare solo
- Gary Pihl : guitare
- Jesse Harms : claviers
- Bill Church : basse
- David Lauser : batterie
- Ted "Champagne" Templeman : percussions